# Perizoma fractifasciaria
Perizoma fractifasciaria là một loài bướm đêm trong họ Geometridae.